# Tracker (Motorrad)

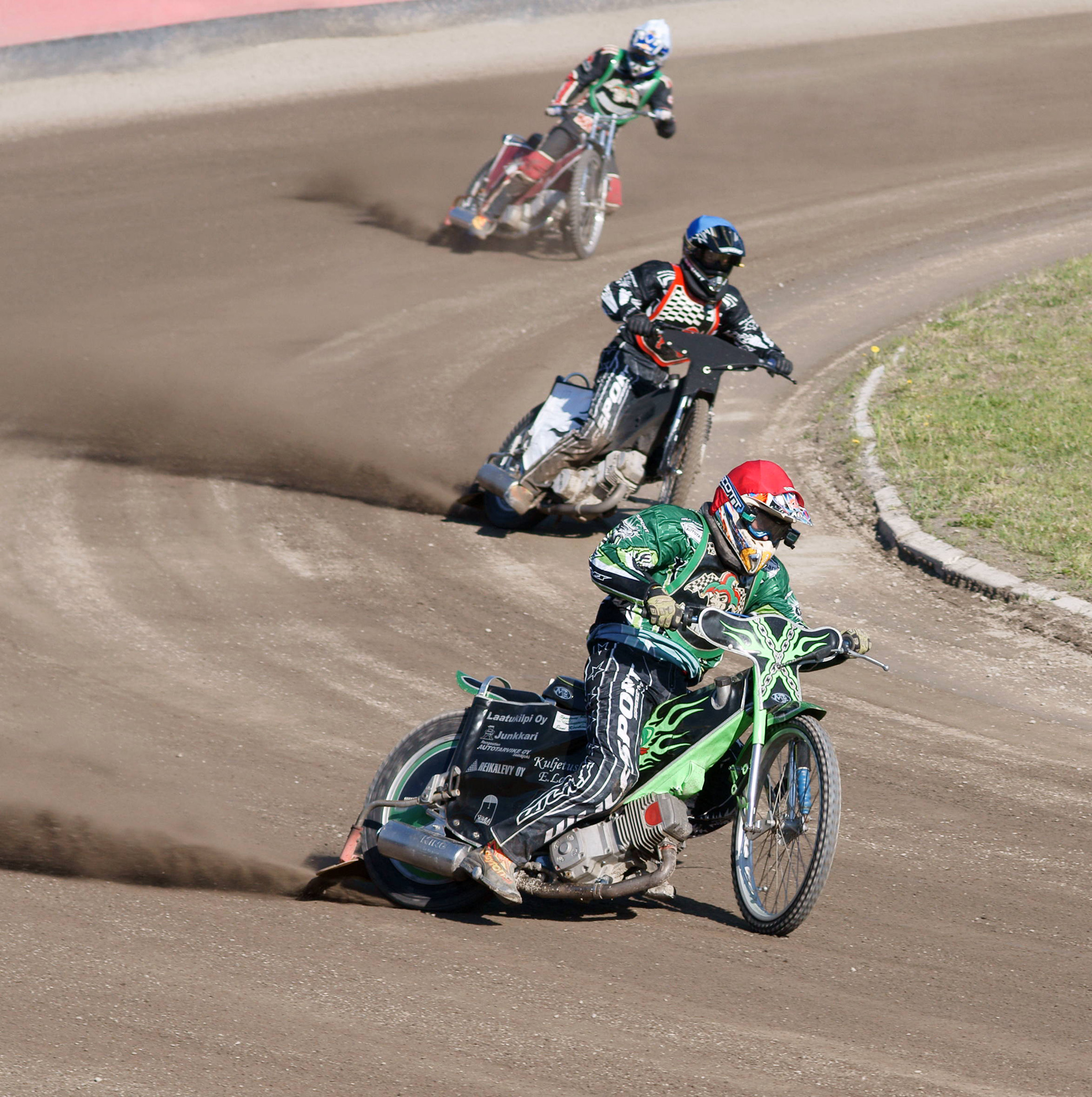
Speedway-Fahrer im typischen Drift auf der Sandbahn (Extraliiga, Finnland)

Ein Tracker ist ein Motorrad, das für den Einsatz auf Speedway-Bahnen oder sogenannten Dirttrack-Bahnen optimiert ist. Dabei handelt es sich zumeist um ovale Rennstrecken mit losem Untergrund. Die Tracker sind minimalistisch, schmal gebaut und für das Driften und Sliden konzipiert. Auf Speedway-Rennbahnen haben die Maschinen zumeist nur einen Gang und hinten weder Federung noch Bremse, während sie bei Flat- oder Dirt-Tracks diesbezüglich technisch voll ausgestattet sind. Während die Tracker vorne eher wie eine Enduro mit langer Gabel wirken, ist die Sitzposition des Fahrers vergleichsweise niedrig und die Sitzbank gerade, damit das driftende Heck, teils mit ausgestreckten Beinen, besser kontrolliert werden kann. Zum Einsatz gelangen meist grobstollige Reifen. Die Anfänge der Track-Rennen lagen in den USA und reichen bis in die 1920er-Jahre zurück, aber auch in den 1960er-Jahren waren sogenannte Dirt-Track Rennen noch sehr populär. Bekannte Track-Rennfahrer sind beispielsweise Dick Mann und Kenny Roberts, die unter anderem in der AMA-Grand-National-Championship-Rennserie starteten. Als sogenannte Street-Tracker oder auch Flat-Tracker werden für den legalisierten Straßeneinsatz hergerichtete Dirt-Tracker Motorräder bezeichnet. In der Motorrad Customizing-Szene stellen die Street-Tracker eine eigene Subkultur dar. Beispiele für serienmäßige Street-Tracker sind unter anderem die Honda FTR223, die Honda FT500 oder die Harley-Davidson XR750.